# 금천구의회
금천구의회는 서울특별시 금천구 지역을 관할하는 기초의회이다.